# Struble, Iowa
Struble là một thành phố thuộc quận Plymouth, tiểu bang Iowa, Hoa Kỳ. Năm 2010, dân số của thành phố này là 78 người.

## Dân số
Dân số qua các năm:
- Năm 2000: 85 người.
- Năm 2010: 78 người.